# Campeonato Mundial de Esportes Aquáticos de 1991
O Campeonato Mundial de Esportes Aquáticos de 1991 foi a sexta edição do Campeonato Mundial de Esportes Aquáticos. Foi realizado na cidade de Perth, na Austrália, de 3 a 13 de janeiro.

## Esportes
- Maratona Aquática
- Nado Sincronizado
- Natação
- Polo Aquático
- Saltos Ornamentais

## Quadro de medalhas
| #  | País            | Gold. | Silver. | Bronze. | Total |
| -- | --------------- | ----- | ------- | ------- | ----- |
| 1  | Estados Unidos  | 17    | 11      | 6       | 34    |
| 2  | China           | 8     | 3       | 2       | 13    |
| 3  | Hungria         | 5     | 2       | 2       | 9     |
| 4  | Alemanha        | 4     | 9       | 9       | 22    |
| 5  | Austrália       | 3     | 5       | 2       | 10    |
| 6  | Países Baixos   | 2     | 1       | 1       | 4     |
| 7  | União Soviética | 1     | 3       | 6       | 10    |
| 8  | Canadá          | 1     | 3       | 1       | 5     |
| 9  | Itália          | 1     | 2       | 4       | 7     |
| 10 | Espanha         | 1     | 1       | 1       | 3     |
| 11 | Suriname        | 1     | 0       | 0       | 1     |
|    | Iugoslávia      | 1     | 0       | 0       | 1     |
| 13 | Japão           | 0     | 2       | 3       | 5     |
| 14 | França          | 0     | 2       | 1       | 3     |
| 15 | Reino Unido     | 0     | 1       | 1       | 2     |
| 16 | Suécia          | 0     | 1       | 0       | 1     |
| 17 | Dinamarca       | 0     | 0       | 2       | 2     |
|    | Polónia         | 0     | 0       | 2       | 2     |
| 19 | Tchecoslováquia | 0     | 0       | 1       | 1     |

## Resultados

### Natação
Masculino
| Evento          | Ouro                                                                            | Prata                                                                                | Bronze                                                                               |
| 50 m Livre      | Tom Jager Estados Unidos 22,16 CR                                               | Matt Biondi Estados Unidos 22,26                                                     | Gennadiy Prigoda URSS 22,62                                                          |
| 100 m Livre     | Matt Biondi Estados Unidos 49,18                                                | Tommy Werner Suécia 49,63                                                            | Giorgio Lamberti Itália 49,82                                                        |
| 200 m Livre     | Giorgio Lamberti Itália 1:47,27 CR                                              | Steffen Zesner Alemanha 1:48,28                                                      | Artur Wojdat Polônia 1:48,70                                                         |
| 400 m Livre     | Jörg Hoffmann Alemanha 3:48,04 CR                                               | Stefan Pfeiffer Alemanha 3:48,86                                                     | Artur Wojdat Polônia 3:49,67                                                         |
| 1.500 m Livre   | Jörg Hoffmann Alemanha 14:50,36 WR                                              | Kieren Perkins Austrália 14:50,58                                                    | Stefan Pfeiffer Alemanha 14:59,34                                                    |
| 100 m Costas    | Jeff Rouse Estados Unidos 55,23 CR                                              | Mark Tewksbury Canadá 55,29                                                          | Martín López-Zubero Espanha 55,61                                                    |
| 200 m Costas    | Martín López-Zubero Espanha 1:59,52                                             | Stefano Battistelli Itália 1:59,98                                                   | Vladimir Selkov URSS 2:00,33                                                         |
| 100 m Peito     | Norbert Rózsa Hungria 1:01,45 WR                                                | Adrian Moorhouse Grã-Bretanha 1:01,58                                                | Gianni Minervini Itália 1:01,74                                                      |
| 200 m Peito     | Mike Barrowman Estados Unidos 2:11,23 WR                                        | Norbert Rózsa Hungria 2:12,03                                                        | Nick Gillingham Grã-Bretanha 2:13,12                                                 |
| 100 m Borboleta | Anthony Nesty Suriname 53,29 CR                                                 | Michael Gross Alemanha 53,31                                                         | Vladislav Kulikov URSS 53,74                                                         |
| 200 m Borboleta | Melvin Stewart Estados Unidos 1:55,69 WR                                        | Michael Gross Alemanha 1:56,78                                                       | Tamás Darnyi Hungria 1:58,25                                                         |
| 200 m Medley    | Tamás Darnyi Hungria 1:59,36 WR                                                 | Eric Namesnik Estados Unidos 2:01,87                                                 | Christian Geßner Alemanha 2:02,36                                                    |
| 400 m Medley    | Tamás Darnyi Hungria 4:12,36 WR                                                 | Eric Namesnik Estados Unidos 4:15,21                                                 | Stefano Battistelli Itália 4:16,50                                                   |
| 4x100 m Livre   | Estados Unidos 3:17,15 Tom Jager Bret Lang Doug Gjertsen Matt Biondi CR         | Alemanha 3:18,88 Peter Sitt Dirk Richter Steffen Zesner Bengt Zikarsky               | URSS 3:18,97 Gennadiy Prigoda Yuriy Bashkatov Veniamin Tayanovich Vladimir Tkashenko |
| 4x200 m Livre   | Alemanha 7:13,50 Peter Sitt Steffen Zesner Stefan Pfeiffer Michael Gross CR     | Estados Unidos 7:14,87 Troy Dalbey Melvin Stewart Dan Jorgensen Doug Gjertsen        | Itália 7:17,18 Emanuel Idini Roberto Gleria Stefano Battistelli Giorgio Lamberti     |
| 4x100 m Medley  | Estados Unidos 3:39,66 Jeff Rouse Eric Wunderlich Mark Henderson Matt Biondi CR | URSS 3:40,41 Vladimir Shernetov Dmitriy Volkov Vladislav Kulikov Veniamin Tayanovich | Alemanha 3:42,13 Frank Hoffmeister Christian Poswiat Michael Gross Dirk Richter      |

Feminino
| Evento          | Ouro                                                                                          | Prata                                                                            | Bronze                                                                         |
| 50 m Livre      | Zhuang Yong China 25,47                                                                       | Leigh Ann Fetter Estados Unidos Catherine Plewinski França 25,50                 | nenhuma                                                                        |
| 100 m Livre     | Nicole Haislett Estados Unidos 55,17                                                          | Catherine Plewinski França 55,31                                                 | Zhuang Yong China 55,65                                                        |
| 200 m Livre     | Hayley Lewis Austrália 2:00,48                                                                | Janet Evans Estados Unidos 2:00,67                                               | Mette Jacobsen Dinamarca 2:00,93                                               |
| 400 m Livre     | Janet Evans Estados Unidos 4:08,63                                                            | Hayley Lewis Austrália 4:09,40                                                   | Suzu Chiba Japão 4:11,44                                                       |
| 800 m Livre     | Janet Evans Estados Unidos 8:24,05 CR                                                         | Grit Müller Alemanha 8:30,20                                                     | Jana Henke Alemanha 8:30,31                                                    |
| 100 m Costas    | Krisztina Egerszegi Hungria 1:01,78                                                           | Tünde Szabó Hungria 1:01,98                                                      | Janie Wagstaff Estados Unidos 1:02,17                                          |
| 200 m Costas    | Krisztina Egerszegi Hungria 2:09,15 CR                                                        | Dagmar Hase Alemanha 2:12,01                                                     | Janie Wagstaff Estados Unidos 2:13,14                                          |
| 100 m Peito     | Linley Frame Austrália 1:08,81                                                                | Jana Dörries Alemanha 1:09,35                                                    | Yelena Volkova URSS 1:09,66                                                    |
| 200 m Peito     | Yelena Volkova 2:29,53                                                                        | Linley Frame Austrália 2:30,02                                                   | Jana Dörries Alemanha 2:30,14                                                  |
| 100 m Borboleta | Hong Qian China 59,68                                                                         | Wang Xiaohong China 59,81                                                        | Catherine Plewinski França 59,88                                               |
| 200 m Borboleta | Summer Sanders Estados Unidos 2:09,24                                                         | Rie Shito Japão 2:11,06                                                          | Hayley Lewis Austrália 2:11,09                                                 |
| 200 m Medley    | Lin Li China 2:13,40                                                                          | Summer Sanders Estados Unidos 2:14,06                                            | Daniela Hunger Alemanha 2:16,16                                                |
| 400 m Medley    | Lin Li China 4:41,45                                                                          | Hayley Lewis Austrália 4:41,46                                                   | Summer Sanders Estados Unidos 4:43,41                                          |
| 4x100 m Livre   | Estados Unidos 3:43,26 Nicole Haislett Julie Cooper Whitney Hedgepeth Jenny Thompson          | Alemanha 3:44,37 Simone Osygus Kerstin Kielgaß Karen Seick Manuela Stellmach     | Holanda 3:45,05 Mildred Muis Inge de Bruijn Marianne Muis Karin Brienesse      |
| 4x200 m Livre   | Alemanha 8:02,56 Kerstin Kielgaß Manuela Stellmach Dagmar Hase Stephanie Ortwig               | Holanda 8:05,97 Marianne Muis Manon Masseurs Mildred Muis Karin Brienesse        | Dinamarca 8:07,20 Gitta Jensen Berit Puggaard Annette Povlsen Mette Jacobsen   |
| 4x100 m Medley  | Estados Unidos 4:06,51 Janie Wagstedt Tracey McFarlane Crissy Ahmann-Leighton Nicole Haislett | Austrália 4:08,04 Nicole Livingstone Linley Frame Susie O'Neill Karen van Wirdum | Alemanha 4:10,50 Svenja Schlicht Jana Dörries Susanne Müller Manuela Stellmach |

Legenda
| Recorde mundial       | Recorde mundial (World record)               |                       | Recorde africano                      | Recorde africano (African) |                                           | Q | Classificado por posição (Qualified) |
| Recorde do campeonato | Recorde do campeonato (Championship record)  | Recorde da América    | Recorde da América (Americas)         | q                          | Classificado por melhor tempo (Qualified) |   |                                      |
| Melhor marca do ano   | Melhor marca do ano (World leading)          | Recorde asiático      | Recorde asiático (Asian)              | DNS                        | Não largou (Did not start)                |   |                                      |
| Recorde nacional      | Recorde nacional (National record)           | Recorde europeu       | Recorde europeu (European)            | DNF                        | Não terminou (Did not finish)             |   |                                      |
| Recorde pessoal       | Recorde pessoal do atleta (Personal best)    | Recorde da Oceania    | Recorde da Oceania (Oceania)          | DSQ / DQ                   | Desclassificado (Disqualified)            |   |                                      |
| Recorde da temporada  | Recorde da temporada do atleta (Season best) | Recorde sul-americano | Recorde sul-americano (South America) | NM                         | Sem marca (No mark)                       |   |                                      |

### Maratona Aquática
| Evento          | Ouro                                      | Prata                                 | Bronze                                 |
| 25 km Masculino | Chad Hundeby Estados Unidos 5:01:45.78    | Sergio Chariandini Itália 5:03:18.81  | David O'Brien Austrália 5:08:53.35     |
| 25 km Feminino  | Shelley Taylor-Smith Austrália 5:21:05.53 | Martha Jahn Estados Unidos 5:25:16.67 | Karen Burton Estados Unidos 5:28:22.74 |

### Saltos Ornamentais
| Evento                   | Ouro                                    | Prata                                  | Bronze                                        |
| Trampolim 1m Masculino   | Edwin Jongejans Holanda 588,51 pts      | Mark Lenzi Estados Unidos 578,22 pts   | Wang Yijie China 577,86 pts                   |
| Trampolim 3m Masculino   | Kent Ferguson Estados Unidos 650,25 pts | Tan Liangde China 643,95 pts           | Albin Killat Alemanha 619,77 pts              |
| Plataforma 10m Masculino | Sun Shuwei China 626,79 pts             | Xiong Ni China 603,81 pts              | Georgiy Chogovadze URSS 580,68 pts            |
| Trampolim 1m Feminino    | Gao Min China 478,26 pts                | Wendy Lucero Estados Unidos 467,82 pts | Heidemarie Bártová Tchecoslováquia 449,76 pts |
| Trampolim 3m Feminino    | Gao Min China 539,01 pts                | Irina Lashko URSS 524,70 pts           | Brita Baldus Alemanha 503,73 pts              |
| Plataforma 10m Feminino  | Fu Mingxia China 426,61 pts             | Yelena Miroshina URSS 402,87 pts       | Wendy Lian Williams Estados Unidos 400,23 pts |

### Nado Sincronizado
| Evento  | Ouro                                                     | Prata                                       | Bronze                                     |
| Solo    | Sylvie Fréchette Canadá 201,013                          | Kristen Babb-Sprague Estados Unidos 196,314 | Mikako Kotani Japão 195,110                |
| Dueto   | Karen Josephson & Sarah Josephson Estados Unidos 199,762 | Mikako Kotani & Aki Takayama Japão 194,307  | Lisa Alexander & Kathy Glen Canadá 192,649 |
| Equipes | Estados Unidos 196,144                                   | Canadá 193,259                              | Japão 189,753                              |

### Pólo Aquático
| Evento    | Ouro       | Prata   | Bronze         |
| Masculino | Iugoslávia | Espanha | Hungria        |
| Feminino  | Holanda    | Canadá  | Estados Unidos |